# Elecciones generales de Costa Rica de 1948
Las elecciones generales de Costa Rica de 1948 se celebraron el domingo 8 de febrero del mencionado año con el objetivo de renovar la presidencia de la República y 23 de los 45 escaños del Congreso Constitucional. Fueron las vigesimoséptimas elecciones presidenciales desde la instauración del cargo en 1849 y el último proceso electoral celebrado bajo la Constitución Política de 1871 y el régimen de la «Primera República», ya que sus resultados condujeron al estallido de una guerra civil que le pondría fin. Fue la última elección en la que no votaron las mujeres, los analfabetos y los afrocostarricenses.
El expresidente Rafael Ángel Calderón Guardia anunció que sería nuevamente candidato en las elecciones de 1948 tan solo unos días después de los comicios en los cuales fue electo su sucesor, el presidente saliente Teodoro Picado Michalski, y efectivamente se presentó, apoyado por la coalición Bloque de la Victoria compuesta por los partidos Republicano Nacional (PRN) y Vanguardia Popular (VP). Las tres principales fuerzas de la oposición, por ese entonces los partidos Unión Nacional (PUN), Demócrata (PD) y Social Demócrata (PSD), resolvió unificarse y apoyar una candidatura única, resultando designado el exdiputado de Alajuela Otilio Ulate Blanco, del PUN. Hubo otros candidatos menores que presentaron candidaturas y listas legislativas.
Desde su elección, el gobierno de Picado había enfrentado una dura polarización política, exacerbada por su imagen de ser un presidente «débil» y «subordinado» al liderazgo de Calderón, enfrentando además distintas presiones por su coalición con el comunismo costarricense, que ejercía una enorme influencia. Por tal motivo, la campaña se caracterizó por una tensión creciente, que se agravó a medida que se acercaba la fecha electoral, con enfrentamientos entre los grupos de choque comunistas ligados a Vanguardia Popular y las juventudes de los partidos opositores confrontándose violentamente durante el debate presupuestos de los órganos electorales en el Congreso. Hubo también actos de subversión opositora, destacando un levantamiento social en la provincia de Cartago que motivó la destitución del gobernador en ejercicio, y el evento opositor conocido como «huelga de Brazos Caídos» que resultó en varios muertos. El gobierno acusó a sus opositores de ser fascistas y de buscar derogar las «Garantías Sociales» aprobadas durante los ocho años anteriores, mientras que la oposición afirmó que no las derogaría si llegaba al poder, al tiempo que buscó instalar la idea de que la continuidad del calderonismo en el poder implicaba acercarse más a la creación de un régimen de corte soviético en Costa Rica.
La elección fue administrada por el Tribunal Nacional Electoral, entidad creada durante el gobierno de Picado como respuesta a las crecientes demandas de la oposición. Del mismo modo, la confección y posterior revisión del padrón de electores quedaría a cargo del Registro Electoral, órgano cuyo presidente fue Benjamín Odio, y cuyo trabajo terminó depurando del padrón a una gran cantidad de votantes. Si bien el Tribunal implicaba entregar a un organismo no gubernamental la gestión del proceso electoral (en reemplazo del Consejo Nacional de Electores) su autonomía total no estaba garantizada y sería el Congreso Constitucional quien en última instancia debía proclamar los resultados finales de la votación como válidos.
A pesar de la novedad representada por el Tribunal, cercándose el día de la votación, la oposición temía que se cometiera un fraude electoral y se encontraba dividida entre sectores de línea dura y sectores moderados. Grupos opositores más duros, encabezados por José Figueres Ferrer (exiliado en 1942 y retornado al asumir Picado), consideraban que era imposible celebrar comicios limpios con el calderonismo en el poder y descartaba de plano una salida electoral, promoviendo un levantamiento armado que eventualmente se gestaría después de las elecciones.
Finalmente, Ulate obtuvo una sorpresiva y amplia victoria con el 53,09% de los votos válidos y venció en las provincias de San José, Alajuela, Cartago y Heredia, mientras que Calderón recibió el 42,96% de los votos y se impuso en Guanacaste, Limón y Puntarenas. En las elecciones legislativas paralelas el resultado fue totalmente inverso: si bien el PUN fue la unidad más votada por un margen ínfimo, empató en escaños con el PRN (10 cada uno), mientras que Vanguardia Popular consiguió 3 escaños, lo que le hubiera permitido al Bloque de la Victoria conservar su mayoría parlamentaria hasta 1950.
El 28 de febrero, el Tribunal Nacional Electoral dictó sentencia sobre los comicios con dos dictámenes, el de mayoría suscrito por los magistrados Gerardo Guzmán y José María Vargas, y el de minoría suscrito por el magistrado Max Koberg, en uno resaltando inconsistencias en el conteo y nulidad del padrón, apareciendo una diferencia cercana a los 14.000 votos entre los emitidos para presidente y los emitidos para diputados, lo que hubiera influido para garantizar la victoria de Ulate, algo que el de la minoría rechazó. Por su parte, el oficialismo denunció la existencia de irregularidades en el proceso eleccionario, exigiendo su inmediata anulación. El Congreso Constitucional dominado por el Bloque de la Victoria votó por anular solo el resultado de las elecciones presidenciales y no de las legislativas donde salió favorecido.
En cualquier caso, la anulación de la elección sirvió para desatar el alzamiento del Ejército de Liberación Nacional promovido por Figueres y el inicio de la guerra civil costarricense. Picado dimitió el 20 de abril, semanas antes de la culminación de su mandato, y fue sucedido por Santos León Herrera, que se ocupó de completarlo el 8 de mayo, fecha en la que asumió la Junta Fundadora de la Segunda República encabezada por Figueres.
El «Pacto Ulate-Figueres» firmado el 1 de mayo de 1948 facilitó que el nuevo régimen reconociera como válido del triunfo electoral de Ulate y en consecuencia se le permitiera asumir la presidencia el 8 de noviembre de 1949, convirtiéndolo en el primer presidente de la «Segunda República».

## Antecedentes

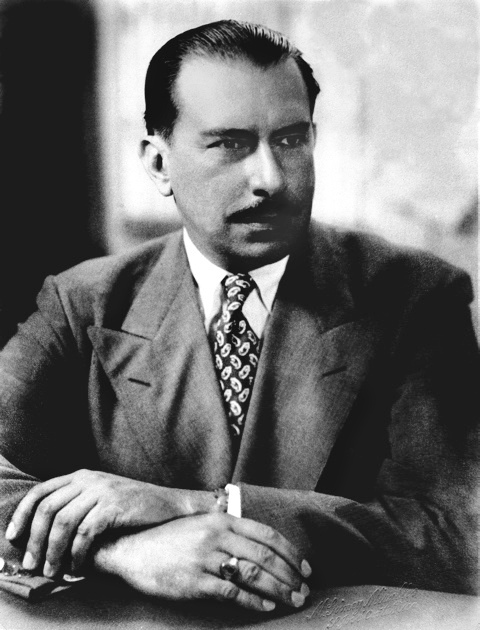
Durante el gobierno del presidente Teodoro Picado Michalski (1944-1948), la polarización política en Costa Rica se exacerbó considerablemente.

El Partido Republicano Nacional llegó al poder en Costa Rica a partir de las elecciones de 1932, con la tercera presidencia de Ricardo Jiménez Oreamuno, y se mantendría en el poder por los siguientes dieciséis años. Fue sucedido por León Cortés Castro. En 1940 resultó electo Rafael Ángel Calderón Guardia, con el absoluto respaldo de Cortés pero bajo la condición de que este facilitara su regreso a la presidencia en 1944. No obstante, el gobierno de Calderón (una figura socialcristiana ligada a la doctrina social de la Iglesia) buscó consolidar su propio poder interno y en 1941, rompió definitivamente con Cortés al conseguir que Teodoro Picado Michalski, ligado a su facción del PRN, fuese electo presidente del Congreso Constitucional en lugar del candidato respaldado por el expresidente. En paralelo, Calderón impulsó una serie de amplias reformas, conocidas como las «Garantías Sociales», que involucran la creación de la Caja Costarricense de Seguro Social, la formulación del Código del Trabajo y la creación de la Universidad de Costa Rica. Calderón también llevó a Costa Rica a la Segunda Guerra Mundial del lado de los Aliados, invirtiendo las políticas de su predecesor, denunciado como antisemita y favorable a los nazis. José Figueres Ferrer surgió durante este período por criticar durante un discurso radiofónico las actitudes dictatoriales, la corrupción y la persecución contra alemanes e italianos en el país por parte del gobierno de Calderón, lo que condujo a su arresto y posterior exilio por dos años.
Luego de su ruptura con Cortés, Calderón se apoyó políticamente en una alianza con la Iglesia Católica, cuya principal figura en Costa Rica era el Arzobispo de San José, Víctor Manuel Sanabria Martínez, y con el Partido Comunista Costarricense (establecido bajo el nombre de Vanguardia Popular), cuyo líder era Manuel Mora Valverde. La decisión de este partido de cooperar con el gobierno de Calderón, encuadrada dentro del pensamiento de Valverde de un «comunismo a la tica» (que respaldaba la permanencia de un régimen democrático liberal y las fuertes reformas sociales), se alejaba de la ortodoxia comunista soviética y respondía al temor de que las Garantías Sociales terminaran costándole a los comunistas el respaldo social e intelectual. Por su parte, Calderón se aseguraba el respaldo de una formación de fuerte apoyo entre obreros y los asalariados urbanos. De cara a las elecciones generales de 1944, Calderón apoyó la candidatura de Picado para sucederlo. Picado fue apoyado tanto por el PRN oficialista como por Vanguardia Popular, alianza que adoptó el nombre de «Bloque de la Victoria», y obtuvo una aplastante victoria sobre Cortés, que abandonó el PRN para presentarse por el reconstituido Partido Demócrata. Cortés desconoció el resultado y denunció fraude electoral.
El gobierno de Picado, visto desde el inicio como un presidente «débil» y subordinado a la figura de Calderón, se caracterizó por una progresiva exacerbación de la polarización política que asolaba al país. Como respuesta a las controvertidas elecciones legislativas de 1946, Picado intentó implementar medidas conciliatorias como la creación de un Tribunal Nacional Electoral para gestionar los comicios. Las Garantías Sociales granjearon una elevada popularidad al gobierno, pero fueron denostadas por sectores de la oligarquía cafetalera y algunos grupos intelectuales. El final del conflicto global y el inicio de la Guerra Fría condujo a que el gobierno de los Estados Unidos viera con cada vez más recelo la alianza de Calderón con los comunistas. La sorpresiva muerte de Cortés en marzo de 1946 impidió un posible entendimiento, pues dio poder a los sectores menos dialoguistas de la oposición, destacando la figura de Figueres, que consideraba inútil los intentos de conseguir una salida electoral, y el periodista conservador Otilio Ulate Blanco.

## Sistema electoral

### Presidencia
Las elecciones presidenciales de 1948 fueron las últimas que tuvieron lugar bajo las directivas de la Constitución Política de 1871. El presidente de la República de Costa Rica, jefe de Estado y gobierno, sería elegido por voto popular, directo y secreto para un mandato de cuatro años, sin posibilidad de reelección inmediata (pero con la posibilidad de ser elegido de nuevo transcurrido al menos un período desde su primer mandato). De conformidad con las enmiendas constitucionales de 1926, para ser elegido, un candidato debía obtener al menos el 40% de los votos para garantizar su elección. Caso contrario, debía realizarse una segunda vuelta electoral entre los tres candidatos más votados, en la que resultaría electo quien recibiera más votos. El voto era secreto, obligatorio y restringido a los ciudadanos varones, dejando fuera a las mujeres y a la abrumadora mayoría de los afrocostarricenses.

### Congreso Constitucional
El Congreso Constitucional, órgano legislativo unicameral de Costa Rica, estaba compuesto por 46 escaños elegidos en forma escalonada. Se renovaban 23 escaños al momento de una elección presidencial, mientras que los otros 23 se renovarían a mitad de período. El sistema electoral era la representación proporcional por listas, con los escaños distribuidos por medio del cociente Hare. En las circunscripciones de Puntarenas y Limón, que solo renovarían un diputado, el escrutinio sería en la práctica mayoritario. Estas fueron las últimas elecciones en las que el legislativo (que pasaría a llamarse Asamblea Legislativa) no se renovaría por completo.
| Provincia  | Diputados | A renovar |
| ---------- | --------- | --------- |
| San José   | 13        | 7         |
| Alajuela   | 11        | 5         |
| Cartago    | 7         | 4         |
| Heredia    | 5         | 3         |
| Guanacaste | 5         | 2         |
| Puntarenas | 3         | 1         |
| Limón      | 2         | 1         |
| Total      | 46        | 23        |

## Candidaturas

### Bloque de la Victoria

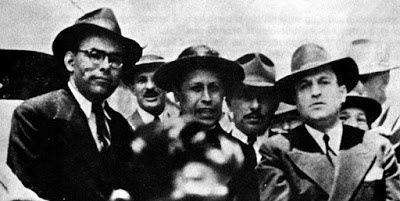
El expresidente Calderón junto al líder comunista Manuel Mora Valverde.

La coalición gobernante en ese momento, el Bloque de la Victoria (establecida formalmente a partir de 1943), estaba compuesta por el Partido Republicano Nacional (PRN), de tendencia a la centroderecha con una base socialcristiana, cuyo líder era Rafael Ángel Calderón Guardia, presidente entre 1940 y 1944, y el partido comunista Vanguardia Popular, encabezado por el diputado Manuel Mora Valverde, que ejercería el liderazgo parlamentario de la coalición.
Al momento de su primera elección, en 1940, Calderón gozaba del apoyo del presidente saliente León Cortés Castro, aunque pertenecía a un ala del partido en crecimiento vinculada a la Iglesia Católica. No obstante, luego de su ruptura poco tiempo después, Calderón consolidó rápidamente su control interno. A finales de su presidencia, se hizo evidente que buscaría volver a ser presidente una vez que el mandato de Picado terminara. De hecho, la pronta candidatura del dirigente para las elecciones de 1948 se anunció tan solo unos días después de que se certificaran los resultados de las elecciones de 1944. Sin embargo, la misma no fue formalmente proclamada hasta el 13 de marzo de 1947, casi once meses antes de las elecciones, en la Convención Nacional Republicana, donde obtuvo la candidatura por aclamación.
Por su parte, dado que el Bloque de la Victoria no se inscribió formalmente como una alianza o partido, Vanguardia Popular presentó nominalmente la candidatura presidencial de Humberto González Cordero, pero llamó a votar por Calderón en los comicios presidenciales y solo apoyó candidatos legislativos y municipales.

### Compactación Nacional

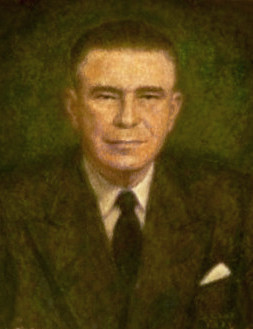
Otilio Ulate Blanco, del PUN, fue designado candidato de la Compactación Nacional con el respaldo del figuerismo.

Desde que el expresidente León Cortés Castro abandonara el PRN, la oposición había estado encabezada más que nada por su Partido Demócrata, una formación de carácter conservador integrada por sectores de la oligarquía nacional. La repentina muerte de Cortés en marzo de 1946 dejó al partido debilitado dentro del espacio opositor, bajo el liderazgo del empresario ganadero Fernando Castro Cervantes. En ese contexto, cobró fuerza el Partido Unión Nacional o PUN, de carácter más liberal conservador, que se fundó bajo el liderazgo del periodista conservador Otilio Ulate Blanco, el cual había utilizado su periódico, El Diario de Costa Rica, para contribuir a agitar la oposición al «caldero-comunismo» agudizar la polarización nacional.
Simultáneamente, un grupo interno del PD, denominado Acción Demócrata, compuesto por dirigentes como José Figueres Ferrer y Francisco José Orlich Bolmarcich y Alberto Martén Chavarría, quienes además de su oposición al calderonismo se mostraron descontentos con la gestión presidencial de Cortés (1936-1940) como demasiado conservadora e ineficaz. Este grupo se fusionó en 1945 con el Centro de Estudios de los Problemas Nacionales, una organización filosófica de corte liberal social para fundar el Partido Social Demócrata, con una plataforma en torno al socialismo democrático que se centraba en criticar la alianza del oficialismo con los comunistas y lo que veía como actos dictatoriales, pero favorecía la mayoría de las medidas sociales implementadas durante el período y no buscaba su derogación.
Los tres partidos comenzaron a negociar a partir de enero de 1946 la formación de una amplia coalición opositora para enfrentar al calderonismo en las elecciones de 1948. En enero de 1947, un año después del comienzo de las conversaciones, se llegó a un acuerdo para constituir el «Movimiento de Compactación Nacional», o simplemente la «Compactación Nacional» y celebrar una gran convención del mismo. La «Convención Nacional de la Oposición» tuvo lugar finalmente el 13 de febrero de 1947, aniversario número tres de las elecciones de 1944. Más de 2.000 representantes de los tres partidos de la coalición se reunieron en Estadio Nacional de Costa Rica para dirimir la candidatura presidencial unitaria. El PUN presentó a Ulate, mientras que el PD a Castro Cervantes y Figueres concurrió respaldado por el sector cortesista del PD y por el PSD. El precandidato que obtuviera la mayoría de los votos de los convencionales presentes sería proclamado.
En la primera votación, Ulate fue el precandidato más votado, superando estrechamente a Castro Cervantes y dejando rezagado a Figueres en el tercer puesto. En la segunda votación, que se realizó de nuevo con los tres candidatos, Ulate creció a costa de Figueres (que experimentó una ligera caída) y se quedó 71 votos por debajo de lo requerido para ser proclamado candidato. Finalmente, a fin de evitar que Castro Cervantes (una figura considerada demasiado conservadora) fuese proclamado candidato, Figueres respaldó públicamente a Ulate en la tercera votación y pidió a sus partidarios que votaran por él en la Convención. Ulate fue finalmente proclamado por un voto de 59,5% con el apoyo de Figueres y el cortesismo, sobre el 40,5% de su principal contrincante. Aunque Figueres no recibió votos, al parecer una minoría de sus convencionales (44) desoyó su llamado a respaldar a Ulate y votó por Castro Cervantes.
|  | 41.29 % |

|  | 46.63 % |

|  | 59.50 % |

|  | 36.53 % |

|  | 36.70 % |

|  | 40.50 % |

|  | 22.18 % |

|  | 16.67 % |

### Otros partidos y candidatos
Además de Ulate, Calderón y la candidatura nominal de González Cordero, hubo otros tres candidatos presidenciales registrados. El Partido Republicano, que había gobernado el país dos veces en las décadas de 1910 y 1920, presentó a Eugenio Jiménez Sancho. El Partido Agrícola, principal formación opositora en las elecciones de 1923 y desde entonces casi desaparecido postuló a Gonzalo Fonseca Villafranca. Finalmente, el Partido Obrero concurrió con Alfredo Valerín Acevedo como abanderado.

## Campaña

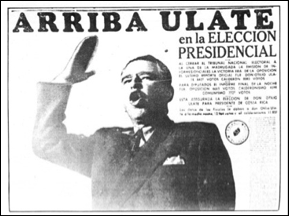
Afiche de campaña de Ulate.

La larga campaña electoral prácticamente comenzó desde el momento en que se celebraron las convenciones del oficialismo y la oposición, entre febrero y marzo de 1947, en las cuales Calderón y Ulate fueron proclamados como candidatos, lo que la llevó a durar casi un año, y se caracterizó por un ambiente polarizado y violento.
En su discurso de aceptación de la candidatura opositora, Ulate celebró la Convención como un gran avance para los partidos opositores y se comprometió a integrar las demandas de cada uno en un programa de gobierno unificado. Ulate consideró que las instituciones republicanas habían sido «sacrificadas» por el gobierno calderonista y que la oposición lo había permitido demasiado en su afán de «buscar la paz» en el país, señalando que el oficialismo había convertido las leyes en una «ficción democrática» y que si las leyes y la democracia no estaban al servicio del pueblo, debían «romper los textos legales para salvar la libertad». Designó a Figueres como jefe de acción de su campaña y líder estratégico de facto de la coalición opositora. Desde las elecciones de 1944, Figueres dudaba de antemano sobre la posibilidad de que se celebraran comicios libres bajo el gobierno calderonista y desde hacía tiempo había sostenido la tesis de que sería necesaria una ruptura institucional para sacarlo del poder, pero de todas formas accedió a participar de la campaña opositora. Su discurso estuvo centrado en la defensa de las instituciones democráticas y las libertades civiles, así como en comparar al calderonismo con el comunismo soviético y denunciar las prácticas autoritarias del gobierno. La Compactación Nacional se comprometió a no anular las «Garantías Sociales» alcanzadas durante los gobiernos calderonistas, mientras que promovía mantenerlas y profundizarlas en el marco de una democracia liberal fortalecida. Aunque de cara a la contienda electoral se logró un acuerdo mayor respecto a garantizar la permanencia de las legislaciones calderonistas (sobre todo en comparación con las anteriores elecciones), las posturas internas del anticalderonismo, divergentes con respecto a la cuestión de las «Garantías Sociales», derivarían en conflicto después de las elecciones y la guerra civil.
Por su parte, el calderonismo recurrió a defender su historial de gobierno y a afirmar que un triunfo de la oposición implicaría una regresión marcada en materia de derechos sociales y libertades, con «la derogatoria segura» de toda legislación vigente. Se comprometió también a consolidar los cambios logrados en un tercer período de gobierno del Bloque de la Victoria, prometiendo dar inicio a una reforma agraria. Los grupos comunistas y oposicionistas, sobre todo de jóvenes, se vieron envueltos en confrontaciones violentas, destacando la que tuvo lugar durante el debate de los presupuestos de los organismos electorales en el Congreso Constitucional.
Convencido definitivamente de que un triunfo opositor no sería respetado por el oficialismo, Figueres dimitió como jefe de acción de la Compactación Nacional a mediados de año y convenció a reunir adhesiones para desatar un enfrentamiento armado contra el gobierno, con manifestaciones en la provincia de Cartago, uno de los principales y más duros bastiones de la oposición, organizadas por el Partido Social Demócrata, afín al figuerismo, que fueron duramente reprimidas por la policía. El ambiente cada vez más enardecido culminó a fines de julio cuando la oposición patronal comenzó a convocar a una huelga general bajo la forma de sabotaje económico con el lema «no le compre, no le venda». Este evento, conocido como «Huelga de Brazos Caídos», se desarrolló entre el 21 de julio y el 3 de agosto de 1947. Varios comercios e inclusive centros educativos como la Universidad de Costa Rica se sumaron a la huelga. La respuesta violenta del gobierno a las acciones opositoras fueron exaltadas por el Diario de Costa Rica, propiedad de Ulate. El episodio de saldó con un acuerdo entre el oficialismo y la oposición que facilitó la creación del Tribunal Nacional Electoral, así como la creación de contrapesos que permitieron que la oposición influyera directamente en la gestión de los comicios. No obstante, la suerte del resultado electoral seguiría estando sometida a la decisión de un Congreso Constitucional dominado por el calderonismo y el comunismo.
Dos semanas antes de las elecciones, el calderonismo convocó a una «manifestación de fuerza», un desfile con una cabalgata encabezada por el propio Calderón que culminó en la plaza Cleto González Víquez de San José y que fue la última concentración calderonista realizada a escala nacional. La oposición, por su parte, no realizó una concentración para el final de la campaña, temiendo hacer una demostración de fuerza que pudiera fracasar.

## Resultados presidenciales

### Nivel nacional
|  | 53.09 % |

|  | 42.96 % |

|  | 3.95 % |

|  | 100.00 % |

|  | 62.90 % |

### Resultado por provincia
| Distrito   | Ulate Blanco (PUN) | Ulate Blanco (PUN) | Calderón Guardia (PRN/VP) | Calderón Guardia (PRN/VP) | Otros partidos | Otros partidos | Participación | Participación | Participación |
| Distrito   | Votos              | %                  | Votos                     | %                         | Votos          | %              | Participación | Participación | Participación |
| ---------- | ------------------ | ------------------ | ------------------------- | ------------------------- | -------------- | -------------- | ------------- | ------------- | ------------- |
| San José   | 20.694             | 51,94%             | 17.243                    | 43,28%                    | 1.903          | 4,78%          | 39.840        | 62.308        | 63,94%        |
| Alajuela   | 12.831             | 59,58%             | 8.113                     | 37,67%                    | 593            | 2,75%          | 21.537        | 35.372        | 60,89%        |
| Cartago    | 9.259              | 61,70%             | 5.247                     | 34,97%                    | 500            | 3,33%          | 15.006        | 24.128        | 62,19%        |
| Heredia    | 4.618              | 53,96%             | 3.628                     | 42,39%                    | 312            | 3,65%          | 8.558         | 11.986        | 71,40%        |
| Guanacaste | 4.213              | 46,21%             | 4.527                     | 49,67%                    | 375            | 4,12%          | 9.115         | 17.818        | 51,16%        |
| Puntarenas | 2.728              | 37,72%             | 4.182                     | 57,83%                    | 322            | 4,45%          | 7.232         | 18.768        | 38,53%        |
| Limón      | 588                | 27,18%             | 1.498                     | 69,26%                    | 77             | 3,56%          | 2.163         | 6.599         | 32,78%        |
| Total      | 54.931             | 53,09%             | 44.438                    | 42,96%                    | 4.082          | 3,95%          | 103.451       | 164.465       | 62,90%        |

## Elecciones legislativas

### Resultado general
|  | 42.80 % |

|  | 42.57 % |

|  | 12.83 % |

|  | 0.84 % |

|  | 0.58 % |

|  | 0.20 % |

|  | 0.18 % |

|  | 100.00 % |

|  | 100.00 % |

|  | 54.40 % |

### Desglose por distrito electoral
|  | 44.19 % |

|  | 42.17 % |

|  | 11.14 % |

|  | 1.08 % |

|  | 0.96 % |

|  | 0.27 % |

|  | 0.19 % |

|  | 100.00 % |

|  | 64.21 % |

|  | 49.48 % |

|  | 39.84 % |

|  | 10.14 % |

|  | 0.27 % |

|  | 0.15 % |

|  | 0.13 % |

|  | 100.00 % |

|  | 53.58 % |

|  | 48.19 % |

|  | 37.36 % |

|  | 13.01 % |

|  | 0.85 % |

|  | 0.36 % |

|  | 0.22 % |

|  | 0.02 % |

|  | 100.00 % |

|  | 45.54 % |

|  | 43.36 % |

|  | 37.61 % |

|  | 17.39 % |

|  | 1.09 % |

|  | 0.43 % |

|  | 0.11 % |

|  | 100.00 % |

|  | 59.63 % |

|  | 50.61 % |

|  | 39.58 % |

|  | 7.64 % |

|  | 1.14 % |

|  | 0.29 % |

|  | 0.28 % |

|  | 0.26 % |

|  | 100.00 % |

|  | 47.92 % |

|  | 41.39 % |

|  | 35.68 % |

|  | 20.92 % |

|  | 1.14 % |

|  | 0.43 % |

|  | 0.42 % |

|  | 0.01 % |

|  | 100.00 % |

|  | 42.15 % |

|  | 36.36 % |

|  | 34.89 % |

|  | 27.72 % |

|  | 0.51 % |

|  | 0.29 % |

|  | 0.22 % |

|  | 100.00 % |

|  | 41.43 % |

## Elecciones municipales
Hasta la fecha, solo han sido registrados los resultados municipales de quince de los sesenta y dos cantones, cinco de los cuales fueron ganados por la Compactación Nacional, uno por Vanguardia Popular y los nueve restantes por el Partido Republicano Nacional, y el total de votos daría un 52,6% para el Bloque de la Victoria y un 47,4% para la Compactación Nacional.

## Consecuencias

### Anulación de los resultados
El 28 de febrero de 1948 el Tribunal Nacional Electoral emitió un fallo sobre los comicios con dos dictámenes, el de mayoría suscrito por los magistrados Gerardo Guzmán y José María Vargas, y el de minoría suscrito por el magistrado Max Koberg. El de minoría encontraba inconsistencias en el conteo y nulidad del padrón, apareciendo una diferencia cercana a los 14.000 votos entre los emitidos para presidente y los emitidos para diputados. Estos 14.000 votos superaban los votantes que en teoría habían participado y garantizaban la victoria de Ulate, inconsistencia que llevaría a anular las elecciones. El de mayoría no consideraba estos problemas capaces de afectar el resultado y declaraba a Ulate presidente electo. El Congreso Constitucional conoció ambos dictámenes generando un intenso debate entre los diputados calderonistas y comunistas que abogaron a favor de anular las elecciones y los diputados opositores. Finalmente se votó el dictamen de minoría, con 27 votos a favor y 19 en contra, lo que anuló el resultado de las elecciones presidenciales, pero no el de las parlamentarias donde la coalición oficialista había salido favorecida, aun cuando las irregularidades denunciadas en las presidenciales aplicaban a las dos.

### Guerra civil
La anulación de las elecciones violaba el segundo punto de los acuerdos alcanzados entre el Bloque de la Victoria y la Compactación Nacional tras la Huelga de Brazos Caídos, que establecía que las elecciones no serían impugnadas por ninguna de las dos fuerzas independientemente de su resultado. Esto terminó de enardecer la polarización nacional, con ambos bandos acusándose mutuamente de fraude, por lo que el país terminó estallando en caos. El mismo día de la anulación, la policía rodeó la casa de Carlos Luis Valverde, donde estaba Ulate y Figueres apenas unos momentos antes. Sonaron los disparos y Valverde cayó muerto en su puerta. Ulate escapó, pero fue encontrado y arrestado. El 11 de marzo, Figueres hizo el llamado formal para un levantamiento armado. El alzamiento del Ejército de Liberación Nacional comenzó al día siguiente con un intercambio de disparos entre estos y las fuerzas calderonistas. La guerra civil duró poco más de un mes y culminó con la derrota del gobierno calderonista, la renuncia y exilio de Picado y su reemplazo interino por Santos León Herrera para completar su mandato el 8 de mayo.

### Pacto Ulate-Figueres
La victoria bélica del liberacionismo condujo a protestas por parte de los partidarios de Ulate, que exigían que se le entregara el poder a este como ganador de las elecciones, lo que dejó al país al borde de una segunda guerra civil entre los bandos ganadores. El 1 de mayo de 1948, una semana antes de la finalización del interinato de Santos León Herrera, Ulate y Figueres se reunieron por intermedio de Jaime Solera Benneth en la residencia de este último y, tras horas de negociaciones, llegaron a un acuerdo para fijar el curso de acción a seguir tras la derrota del calderonismo. Bajo el acuerdo suscrito, Figueres asumiría la jefatura de estado del país presidiendo un organismo denominado «Junta Fundadora de la Segunda República», la cual ejercería como gobierno provisional por un período que no sería mayor a dieciocho meses (hasta el 8 de noviembre de 1949). Durante este período se realizarían elecciones par auna Asamblea Nacional Constituyente, a las que seguirían elecciones legislativas. Culminado el período, asumiría la legislatura electa y Figueres entregaría a Ulate la presidencia para un mandato de cuatro años, convirtiéndolo en primer presidente de la «Segunda República».